# Síndrome de Maffucci
El síndrome de Maffucci es una enfermedad poco frecuente que se caracteriza por la aparición de varios tipos de tumores benignos, fundamentalmente encondromas que afectan al hueso y hemangiomas en la piel. Los pacientes son normales en el momento del nacimiento, comenzando a presentar lesiones durante la infancia y juventud. Los síntomas principales derivan de la deformidad y acortamiento de los huesos afectados, La principal complicación es la degeneración de los encondromas que pueden convertirse en un tumor maligno llamado condrosarcoma. El nombre de la afección proviene del médico italiano Angelo Maffucci (1847-1903) que realizó la primera descripción del mal en 1881.

## Diagnóstico diferencial
Debe distinguirse de la enfermedad de Ollier, con la que guarda muchas similitudes.